# 251 Sophia
251 Sophia eller 1950 RH1 är en huvudbältesasteroid. Den upptäcktes av Johann Palisa den 4 oktober 1885 i Wien och namngavs efter Sophia, hustru till astronomen Hugo von Seeliger.
Den tillhör asteroidgruppen Eos.